# السفارة السعودية في كوريا الجنوبية
السفارة السعودية في كوريا الجنوبية (بالهانغل: 주한 사우디아라비아 대사관)، هي بعثة دبلوماسية سعودية تقع في العاصمة سول ويترأس البعثة سفير خادم الحرمين الشريفين سامي بن محمد السدحان.

## وصلات خارجية
- موقع سفارة المملكة العربية السعودية في كوريا الجنوبية
- وزارة الخارجية السعودية (بالعربية)
- Ministry of Foreign Affairs of Kingdom of Saudi Arabia (بالإنجليزية)